# Мел (сайт)
«Мел» — интернет-издание об образовании и воспитании детей. Существует с 2015 года.
В 2020 году «Мел» получил «Премию Рунета» в категории «Культура, СМИ и массовые коммуникации». Ранее «Мел» дважды становился лауреатом конкурса «Про Образование» Министерства просвещения РФ в номинации «Интернет-сайты ПРО Образование, которые стоит регулярно читать» (2019 и 2020 гг.).
Раздел «Грамотность» затрагивает популярные вопросы о правописании и грамотной речи — по аналогии с порталом Грамота.ру.